# Поющая бюргерия
Поющая бюргерия (лат. Buergeria buergeri) — вид бесхвостых земноводных из семейства веслоногих лягушек. Родовое и видовое латинские названия даны в честь немецкого учёного Генриха Бюргера (1804—1854).
Общая длина достигает 3,5—6,9 см. Наблюдается половой диморфизм — самки крупнее самцов. Голова небольшая с выпуклыми глазами. Имеет 6—10 зубов. Туловище стройное. Кожа бугристая. Кончики пальцев имеют диски-присоски. У самцов брачные мозоли серовато-жёлтого цвета и 1—2 щелевидных отверстий-резонаторов. Окраска серая или серо-коричневая с разбросанными тёмными пятнышками.
Любит горную местность вблизи рек, ручьёв и озёр. Активна ночью. Голос напоминает пение птиц. Поэтому этих лягушек часто держат в качестве домашних животных. Хорошо передвигается по скалам и камням. Питается насекомыми и пауками.
Размножение происходит в апреле—августе. За сезон самка делает несколько кладок, количество в целом составляет 500 яиц диаметром 2 мм. Головастики вылупляются через 2 недели.
Вид обитает на островах Хонсю, Сикоку, Кюсю (Япония).